# Llista de monuments de Santa Coloma de Farners
Llista de monuments de Santa Coloma de Farners inclosos en l'Inventari del Patrimoni Arquitectònic de Catalunya per al municipi de Santa Coloma de Farners (Selva). Inclou els inscrits en el Registre de Béns Culturals d'Interès Nacional (BCIN) amb la classificació de monument històric, els béns culturals d'interès local (BCIL) de caràcter immoble i la resta de béns arquitectònics integrants del patrimoni cultural català.
| Monument                                                                                  | Protecció    | Estil/època                                | Localització                                                                   | Coordenades                                          | Codi?         | Imatge |
| ----------------------------------------------------------------------------------------- | ------------ | ------------------------------------------ | ------------------------------------------------------------------------------ | ---------------------------------------------------- | ------------- | --- |
| Castell de Farners                                                                        | BCIN 1396-MH | Romànic XII-XIII                           | Santa Coloma de Farners Turó del Vent, Sant Pere Cercada                       | 41° 51′ 37″ N, 2° 37′ 52″ E / 41.860347°N,2.631211°E | RI-51-0006105 | Castell de Farners (Santa Coloma de Farners) · Vegeu més fotos d'aquest monument · Carregueu una nova foto d'aquest monument                                 |
| Església parroquial de Santa Coloma                                                       |              | Gòtic X, XIX                               | Santa Coloma de Farners Pl. Farners - pl. Bisbe Gotnar - c. Francesc Clascar   | 41° 51′ 48″ N, 2° 39′ 46″ E / 41.86345°N,2.66284°E   | IPA-23901     | Església parroquial de Santa Coloma (Santa Coloma de Farners) · Vegeu més fotos d'aquest monument · Carregueu una nova foto d'aquest monument                |
| Antic Casino, actual Llar de Pensionistes i Jubilats, Cercle Cultural Colomenc, el Círcol |              | Modernisme XX (1903)                       | Santa Coloma de Farners C. Clavé, 19 - c. St. Joan, 1                          | 41° 51′ 49″ N, 2° 39′ 50″ E / 41.86351°N,2.66397°E   | IPA-23903     | Antic Casino (Santa Coloma de Farners) · Vegeu més fotos d'aquest monument · Carregueu una nova foto d'aquest monument                                       |
| Can Barril                                                                                |              | Noucentisme XIX                            | Santa Coloma de Farners C. Jacint Verdaguer, 24                                | 41° 51′ 44″ N, 2° 39′ 46″ E / 41.8621°N,2.6628°E     | IPA-23904     | Can Barril (Santa Coloma de Farners) · Vegeu més fotos d'aquest monument · Carregueu una nova foto d'aquest monument                                         |
| Can Gironès, o Casa Gaspar Coll Viader                                                    |              | Eclecticisme XIX (1904)                    | Santa Coloma de Farners C. Prat, 16                                            | 41° 51′ 53″ N, 2° 39′ 46″ E / 41.86485°N,2.66277°E   | IPA-23905     | Can Gironès (Santa Coloma de Farners) · Vegeu més fotos d'aquest monument · Carregueu una nova foto d'aquest monument                                        |
| Casa al carrer Jacint Verdaguer, 14                                                       |              | Eclecticisme XIX                           | Santa Coloma de Farners C. Jacint Verdaguer, 14                                | 41° 51′ 45″ N, 2° 39′ 45″ E / 41.86243°N,2.66247°E   | IPA-23906     | Casa al carrer Jacint Verdaguer, 14 (Santa Coloma de Farners) · Vegeu més fotos d'aquest monument · Carregueu una nova foto d'aquest monument                |
| Can Massaguer                                                                             |              | Eclecticisme XIX Final                     | Santa Coloma de Farners C. Major, 25                                           | 41° 51′ 46″ N, 2° 39′ 38″ E / 41.862771°N,2.660579°E | IPA-23907     | Can Massaguer (Santa Coloma de Farners) · Vegeu més fotos d'aquest monument · Carregueu una nova foto d'aquest monument                                      |
| Can Joan                                                                                  |              | Eclecticisme XIX                           | Santa Coloma de Farners C. Major, 14                                           | 41° 51′ 48″ N, 2° 39′ 43″ E / 41.86329°N,2.66193°E   | IPA-23908     | Can Joan (Santa Coloma de Farners) · Vegeu més fotos d'aquest monument · Carregueu una nova foto d'aquest monument                                           |
| Ca la Pauleta                                                                             |              | Obra popular XX                            | Santa Coloma de Farners C. Pare Rodés, 43                                      | 41° 51′ 44″ N, 2° 39′ 50″ E / 41.862167°N,2.663750°E | IPA-23909     | Ca la Pauleta (Santa Coloma de Farners) · Vegeu més fotos d'aquest monument · Carregueu una nova foto d'aquest monument                                      |
| Ca n'Aragó                                                                                |              | Modernisme Rafael Masó i Valentí XX (1903) | Santa Coloma de Farners C. Jacint Verdaguer, 26                                | 41° 51′ 43″ N, 2° 39′ 46″ E / 41.86203°N,2.66288°E   | IPA-23910     | Ca n'Aragó (Santa Coloma de Farners) · Vegeu més fotos d'aquest monument · Carregueu una nova foto d'aquest monument                                         |
| Can Geronès o Can Riera                                                                   |              | Modernisme XX                              | Santa Coloma de Farners C. Raval, 11                                           | 41° 51′ 45″ N, 2° 39′ 35″ E / 41.86252°N,2.65966°E   | IPA-23911     | Can Geronès (Santa Coloma de Farners) · Vegeu més fotos d'aquest monument · Carregueu una nova foto d'aquest monument                                        |
| Habitatge al carrer de la Creu i carrer Raval, 25                                         |              | Noucentisme XX                             | Santa Coloma de Farners C. de la Creu - c. Raval, 25                           | 41° 51′ 46″ N, 2° 39′ 37″ E / 41.86266°N,2.66027°E   | IPA-23912     | Habitatge al carrer de la Creu i carrer Raval, 25 (Santa Coloma de Farners) · Vegeu més fotos d'aquest monument · Carregueu una nova foto d'aquest monument  |
| Can de Prat o Can Deprat                                                                  |              | Modernisme, noucentisme XIX                | Santa Coloma de Farners C. Raval, 26                                           | 41° 51′ 45″ N, 2° 39′ 33″ E / 41.86254°N,2.65911°E   | IPA-23913     | Can de Prat (Santa Coloma de Farners) · Vegeu més fotos d'aquest monument · Carregueu una nova foto d'aquest monument                                        |
| Casa Bofill                                                                               |              | Historicisme XX (1910)                     | Santa Coloma de Farners C. Sant Sebastià, 4                                    | 41° 51′ 42″ N, 2° 39′ 50″ E / 41.86172°N,2.66386°E   | IPA-23914     | Casa Bofill (Santa Coloma de Farners) · Vegeu més fotos d'aquest monument · Carregueu una nova foto d'aquest monument                                        |
| Plaça Farners                                                                             |              | Obra popular XIX                           | Santa Coloma de Farners Pl. Farners                                            | 41° 51′ 50″ N, 2° 39′ 46″ E / 41.86394°N,2.66268°E   | IPA-23915     | Plaça Farners (Santa Coloma de Farners) · Vegeu més fotos d'aquest monument · Carregueu una nova foto d'aquest monument                                      |
| Cal Fabricant                                                                             |              | Modernisme XX (1914)                       | Santa Coloma de Farners C. Pare Lluís Rodés, 10                                | 41° 51′ 47″ N, 2° 39′ 46″ E / 41.86309°N,2.66278°E   | IPA-23916     | Cal Fabricant (Santa Coloma de Farners) · Vegeu més fotos d'aquest monument · Carregueu una nova foto d'aquest monument                                      |
| Can Muxac o Can Muixach                                                                   |              | Modernisme XX                              | Santa Coloma de Farners C. Major, 19                                           | 41° 51′ 46″ N, 2° 39′ 39″ E / 41.86282°N,2.66083°E   | IPA-23917     | Can Muxac (Santa Coloma de Farners) · Vegeu més fotos d'aquest monument · Carregueu una nova foto d'aquest monument                                          |
| Can l'Ollé o Ca n'Oller                                                                   |              | Modernisme XX                              | Santa Coloma de Farners C. Major, 32                                           | 41° 51′ 47″ N, 2° 39′ 40″ E / 41.86309°N,2.66117°E   | IPA-23918     | Can l'Ollé (Santa Coloma de Farners) · Vegeu més fotos d'aquest monument · Carregueu una nova foto d'aquest monument                                         |
| Can Tomàs Barrera o Can Ribes, Ca l'Huix, Ca l'Uix                                        |              | Modernisme XX (1910)                       | Santa Coloma de Farners C. Pare Rodés, 33                                      | 41° 51′ 45″ N, 2° 39′ 48″ E / 41.86241°N,2.66336°E   | IPA-23919     | Can Tomàs Barrera (Santa Coloma de Farners) · Vegeu més fotos d'aquest monument · Carregueu una nova foto d'aquest monument                                  |
| Església de Sant Pere Cercada                                                             |              | Romànic XII                                | Santa Coloma de Farners                                                        | 41° 50′ 07″ N, 2° 36′ 30″ E / 41.83522°N,2.60828°E   | IPA-23920     | Església de Sant Pere Cercada (Santa Coloma de Farners) · Vegeu més fotos d'aquest monument · Carregueu una nova foto d'aquest monument                      |
| Santuari de la Mare de Déu de Farners                                                     |              | Romànic XIII                               | Santa Coloma de Farners Sant Pere Cercada                                      | 41° 51′ 36″ N, 2° 37′ 59″ E / 41.86002°N,2.63292°E   | IPA-23921     | Santuari de la Mare de Déu de Farners (Santa Coloma de Farners) · Vegeu més fotos d'aquest monument · Carregueu una nova foto d'aquest monument              |
| Balneari Termes Orion                                                                     |              | Neoclassicisme, noucentisme XIX (1860)     | Santa Coloma de Farners Veïnat de Vall                                         | 41° 50′ 46″ N, 2° 40′ 16″ E / 41.84601°N,2.67112°E   | IPA-23922     | Balneari Termes Orion (Santa Coloma de Farners) · Vegeu més fotos d'aquest monument · Carregueu una nova foto d'aquest monument                              |
| Can Carós de la Tallada                                                                   |              | Obra popular XVIII                         | Santa Coloma de Farners Veïnat de Vall                                         | 41° 51′ 03″ N, 2° 41′ 52″ E / 41.8509°N,2.69781°E    | IPA-23924     | Carregueu una nova foto d'aquest monument |
| Can Llandric                                                                              |              | Obra popular XVII                          | Santa Coloma de Farners Urbanització Sol Naixent                               | 41° 51′ 41″ N, 2° 40′ 20″ E / 41.8614°N,2.67221°E    | IPA-23925     | Carregueu una nova foto d'aquest monument |
| Can Moner                                                                                 |              | Obra popular XV, XVII, XX                  | Santa Coloma de Farners Veïnat de Vall                                         | 41° 51′ 16″ N, 2° 40′ 40″ E / 41.85449°N,2.67768°E   | IPA-31172     | Can Moner (Santa Coloma de Farners) · Vegeu més fotos d'aquest monument · Carregueu una nova foto d'aquest monument                                          |
| Can Llorell o el Llorel, Can Lloret                                                       |              | Obra popular, gòtic tardà XVI              | Santa Coloma de Farners Veïnat de Vallors                                      | 41° 52′ 07″ N, 2° 37′ 49″ E / 41.86867°N,2.6303°E    | IPA-31173     | Carregueu una nova foto d'aquest monument |
| Can Masseguer                                                                             |              | Eclecticisme XIX                           | Santa Coloma de Farners Veïnats de Vallors                                     | 41° 52′ 07″ N, 2° 38′ 43″ E / 41.86859°N,2.64541°E   | IPA-31174     | Carregueu una nova foto d'aquest monument |
| Can Gallart Vell, o Masia Restaurant Gallart                                              |              | Obra popular XVII                          | Santa Coloma de Farners C. Can Gallart                                         | 41° 51′ 30″ N, 2° 40′ 04″ E / 41.85836°N,2.66768°E   | IPA-31179     | Can Gallart Vell (Santa Coloma de Farners) · Vegeu més fotos d'aquest monument · Carregueu una nova foto d'aquest monument                                   |
| Can Gallart Nou                                                                           |              | Eclecticisme XIX, XX                       | Santa Coloma de Farners C. Cam Gallart - c. Can Moragues                       | 41° 51′ 30″ N, 2° 40′ 04″ E / 41.858449°N,2.667683°E | IPA-31180     | Can Gallart Nou (Santa Coloma de Farners) · Vegeu més fotos d'aquest monument · Carregueu una nova foto d'aquest monument                                    |
| Can Forner o Ca n'Alzina                                                                  |              | Eclecticisme XX                            | Santa Coloma de Farners C. Sant Dalmau, 2                                      | 41° 51′ 43″ N, 2° 39′ 39″ E / 41.86181°N,2.66089°E   | IPA-31181     | Can Forner (Santa Coloma de Farners) · Vegeu més fotos d'aquest monument · Carregueu una nova foto d'aquest monument                                         |
| Can Castanyer                                                                             |              | Obra popular, gòtic tardà XIV              | Santa Coloma de Farners Veïnat de Vallors                                      | 41° 51′ 43″ N, 2° 39′ 39″ E / 41.86181°N,2.66089°E   | IPA-31182     | Carregueu una nova foto d'aquest monument |
| Can Carós del Rech o Ca l'Animer                                                          |              | Obra popular, gòtic tardà XVI, XX          | Santa Coloma de Farners Can Carós del Rech, 6, veïnat de Vall                  | 41° 51′ 13″ N, 2° 40′ 46″ E / 41.85366°N,2.67931°E   | IPA-31183     | Carregueu una nova foto d'aquest monument |
| Can Boix                                                                                  |              | Obra popular XVII                          | Santa Coloma de Farners Veïnat de St. Miquel de Farners                        | 41° 51′ 50″ N, 2° 34′ 09″ E / 41.86401°N,2.56918°E   | IPA-31184     | Carregueu una nova foto d'aquest monument |
| Can Bellveí Vell                                                                          |              | Obra popular XVI                           | Santa Coloma de Farners Veïnat de St. Miquel de Farners                        | 41° 51′ 06″ N, 2° 36′ 04″ E / 41.85154°N,2.60099°E   | IPA-31185     | Carregueu una nova foto d'aquest monument |
| Ca l'Oller de Vallors                                                                     |              | Obra popular XV, XIX                       | Santa Coloma de Farners Veïnat de Vallors                                      | 41° 52′ 11″ N, 2° 38′ 19″ E / 41.86984°N,2.63856°E   | IPA-31186     | Carregueu una nova foto d'aquest monument |
| Ca l'Oliveres                                                                             |              | Obra popular XVIII                         | Santa Coloma de Farners Urbanització Can Ferragut, veïnat de Vall              | 41° 51′ 28″ N, 2° 40′ 37″ E / 41.85782°N,2.677°E     | IPA-31187     | Carregueu una nova foto d'aquest monument |
| Biblioteca Municipal Joan Vinyoli                                                         |              | Racionalisme XX                            | Santa Coloma de Farners Pg. Sant Salvador, 1                                   | 41° 51′ 41″ N, 2° 39′ 49″ E / 41.86142°N,2.66372°E   | IPA-31189     | Biblioteca Municipal Joan Vinyoli (Santa Coloma de Farners) · Vegeu més fotos d'aquest monument · Carregueu una nova foto d'aquest monument                  |
| Antic Hospital de Santa Coloma de Farners                                                 |              | Obra popular XVII                          | Santa Coloma de Farners C. St. Sebastià, 91-93                                 | 41° 51′ 40″ N, 2° 40′ 02″ E / 41.86102°N,2.66732°E   | IPA-31190     | Antic Hospital de Santa Coloma de Farners · Vegeu més fotos d'aquest monument · Carregueu una nova foto d'aquest monument                                    |
| Mas Albó                                                                                  |              | Obra popular XIV                           | Santa Coloma de Farners Veïnat del Castanyet                                   | 41° 53′ 55″ N, 2° 35′ 50″ E / 41.8986°N,2.59728°E    | IPA-31191     | Carregueu una nova foto d'aquest monument |
| Casa a la plaça Farners, 6-7                                                              |              | Eclecticisme XIX                           | Santa Coloma de Farners Pl. Farners, 6-7                                       | 41° 51′ 49″ N, 2° 39′ 45″ E / 41.86366°N,2.66241°E   | IPA-31192     | Casa a la plaça Farners, 6-7 (Santa Coloma de Farners) · Vegeu més fotos d'aquest monument · Carregueu una nova foto d'aquest monument                       |
| Botiga Teules Tuyarro                                                                     |              | Modernisme XIX                             | Santa Coloma de Farners C. Pare lluís Rodés, 6                                 | 41° 51′ 48″ N, 2° 39′ 46″ E / 41.8632°N,2.6627°E     | IPA-31193     | Botiga Teules Tuyarro (Santa Coloma de Farners) · Vegeu més fotos d'aquest monument · Carregueu una nova foto d'aquest monument                              |
| Can Xifre o Escola de Capacitació Agrària i Forestal                                      |              | Historicisme XX                            | Santa Coloma de Farners Veïnat de Vall                                         | 41° 50′ 49″ N, 2° 40′ 42″ E / 41.846912°N,2.678298°E | IPA-31205     | Casa Xifra (Santa Coloma de Farners) · Vegeu més fotos d'aquest monument · Carregueu una nova foto d'aquest monument                                         |
| Casa al carrer Major, 21                                                                  |              | Eclecticisme XIX                           | Santa Coloma de Farners C. Major, 21                                           | 41° 51′ 46″ N, 2° 39′ 39″ E / 41.86279°N,2.66072°E   | IPA-31206     | Casa al carrer Major, 21 (Santa Coloma de Farners) · Vegeu més fotos d'aquest monument · Carregueu una nova foto d'aquest monument                           |
| Casa a la plaça Farners, 4-5                                                              |              | Noucentisme XIX                            | Santa Coloma de Farners Pl. Farners, 4-5                                       | 41° 51′ 49″ N, 2° 39′ 45″ E / 41.86357°N,2.66247°E   | IPA-31207     | Casa a la plaça Farners, 4-5 (Santa Coloma de Farners) · Vegeu més fotos d'aquest monument · Carregueu una nova foto d'aquest monument                       |
| Can Vilar                                                                                 |              | Obra popular XV                            | Santa Coloma de Farners Veïnat de Vallors                                      | 41° 52′ 09″ N, 2° 38′ 42″ E / 41.86911°N,2.64509°E   | IPA-31208     | Carregueu una nova foto d'aquest monument |
| Can Toni Mola                                                                             |              | XX (1905)                                  | Santa Coloma de Farners Veïnat del Castanyet                                   | 41° 53′ 33″ N, 2° 38′ 07″ E / 41.89249°N,2.63534°E   | IPA-31209     | Can Toni Mola (Santa Coloma de Farners) · Vegeu més fotos d'aquest monument · Carregueu una nova foto d'aquest monument                                      |
| Can Rabassa                                                                               | BCIL 2020    | Obra popular XVII, XIX                     | Santa Coloma de Farners Veïnat de Vall                                         | 41° 50′ 55″ N, 2° 41′ 04″ E / 41.84863°N,2.68443°E   | IPA-31210     | Carregueu una nova foto d'aquest monument |
| Can Riera                                                                                 |              | XIX                                        | Santa Coloma de Farners Veïnat de St. Miquel de Farners                        | 41° 51′ 24″ N, 2° 34′ 13″ E / 41.85666°N,2.57032°E   | IPA-31211     | Carregueu una nova foto d'aquest monument |
| Casa Simon, Can Simon                                                                     |              | Obra popular XVI, XX                       | Santa Coloma de Farners Veïnat de Vall, darrera del polígon industrial         | 41° 51′ 04″ N, 2° 40′ 56″ E / 41.85104°N,2.68236°E   | IPA-31212     | Carregueu una nova foto d'aquest monument |
| Can Prats, o Can Prats de Castanyet                                                       |              | Obra popular XV                            | Santa Coloma de Farners Veïnat del Castanyet                                   | 41° 53′ 21″ N, 2° 37′ 14″ E / 41.8893°N,2.62048°E    | IPA-31213     | Carregueu una nova foto d'aquest monument |
| Xemeneia                                                                                  |              | Obra popular                               | Santa Coloma de Farners Veïnat de Vall                                         | 41° 51′ 13″ N, 2° 40′ 43″ E / 41.85353°N,2.67872°E   | IPA-31226     | Carregueu una nova foto d'aquest monument |
| Pou de glaç de Castanyet                                                                  |              | Obra popular XVIII                         | Santa Coloma de Farners Veïnat de Castanyet, ctra. GIP-5511, entre el km 3 i 4 | 41° 52′ 59″ N, 2° 38′ 03″ E / 41.88301°N,2.63428°E   | IPA-31227     | Carregueu una nova foto d'aquest monument |
| Pou de glaç de Can Parareda                                                               |              | Obra popular XVIII                         | Santa Coloma de Farners Veïnat de Vall, pProp de Can Cuca                      | 41° 51′ 24″ N, 2° 41′ 28″ E / 41.85657°N,2.69108°E   | IPA-31228     | Carregueu una nova foto d'aquest monument |
| Mas Gubao, o el Gubau, Can Gobau                                                          |              | Obra popular XVIII                         | Santa Coloma de Farners Veïnat del Castanyet                                   | 41° 53′ 43″ N, 2° 36′ 08″ E / 41.89533°N,2.60216°E   | IPA-31229     | Carregueu una nova foto d'aquest monument |
| Mas Solà                                                                                  |              | Obra popular, gòtic tardà XVI, XX          | Santa Coloma de Farners Veïnat de Vall                                         | 41° 50′ 58″ N, 2° 41′ 18″ E / 41.84943°N,2.6883°E    | IPA-31230     | Carregueu una nova foto d'aquest monument |
| Molí del Bagís                                                                            |              | Obra popular XIX                           | Santa Coloma de Farners Veïnat de Vallors                                      | 41° 51′ 59″ N, 2° 35′ 36″ E / 41.86627°N,2.59338°E   | IPA-31231     | Molí del Bagís (Santa Coloma de Farners) · Vegeu més fotos d'aquest monument · Carregueu una nova foto d'aquest monument                                     |
| Parc de Sant Salvador                                                                     |              | Obra popular XIX                           | Santa Coloma de Farners                                                        | 41° 51′ 28″ N, 2° 39′ 36″ E / 41.85777°N,2.66006°E   | IPA-31232     | Parc de Sant Salvador (Santa Coloma de Farners) · Vegeu més fotos d'aquest monument · Carregueu una nova foto d'aquest monument                              |
| Passeig de Sant Salvador                                                                  |              | Obra popular XIX                           | Santa Coloma de Farners Pg. de Sant Salvador                                   | 41° 51′ 38″ N, 2° 39′ 47″ E / 41.8605°N,2.66318°E    | IPA-31234     | Passeig de Sant Salvador (Santa Coloma de Farners) · Vegeu més fotos d'aquest monument · Carregueu una nova foto d'aquest monument                           |
| Mas el Taverner                                                                           |              | Obra popular XIX, XX                       | Santa Coloma de Farners Veïnat del Castanyet                                   | 41° 54′ 01″ N, 2° 37′ 51″ E / 41.90031°N,2.63071°E   | IPA-31235     | Carregueu una nova foto d'aquest monument |
| Les Mesures                                                                               |              | Noucentisme XX                             | Santa Coloma de Farners Pl. Farners                                            | 41° 51′ 49″ N, 2° 39′ 46″ E / 41.86366°N,2.66289°E   | IPA-31236     | Les Mesures (Santa Coloma de Farners) · Vegeu més fotos d'aquest monument · Carregueu una nova foto d'aquest monument                                        |
| La Fradera                                                                                |              | Obra popular XVI, XX                       | Santa Coloma de Farners Veïnat del Castanyet                                   | 41° 53′ 49″ N, 2° 35′ 27″ E / 41.89685°N,2.59072°E   | IPA-31237     | Carregueu una nova foto d'aquest monument |
| Forn del Verinal                                                                          |              | Obra popular XIX                           | Santa Coloma de Farners Veïnat de St. Miquel de Farners                        | 41° 51′ 33″ N, 2° 34′ 30″ E / 41.85906°N,2.57497°E   | IPA-31239     | Carregueu una nova foto d'aquest monument |
| Fàbrica - xemeneia                                                                        |              | Obra popular XIX                           | Santa Coloma de Farners Veïnat de Vallors, ctra. a Castanyet, km 0.5           | 41° 52′ 15″ N, 2° 39′ 19″ E / 41.87087°N,2.65521°E   | IPA-31240     | Carregueu una nova foto d'aquest monument |
| Església de Sant Sebastià                                                                 |              | Obra popular XIX                           | Santa Coloma de Farners C. St. Sebastià 99 - pl. St. Sebastià                  | 41° 51′ 40″ N, 2° 40′ 04″ E / 41.861°N,2.66771°E     | IPA-31241     | Església de Sant Sebastià (Santa Coloma de Farners) · Vegeu més fotos d'aquest monument · Carregueu una nova foto d'aquest monument                          |
| Església de Sant Miquel de Cladells                                                       |              | Romànic XII                                | Santa Coloma de Farners Sortida de l'Eix Transversal                           | 41° 51′ 26″ N, 2° 33′ 49″ E / 41.8571°N,2.56366°E    | IPA-31242     | Església de Sant Miquel de Cladells (Santa Coloma de Farners) · Vegeu més fotos d'aquest monument · Carregueu una nova foto d'aquest monument                |
| Escorxador Municipal                                                                      |              | Obra popular XX                            | Santa Coloma de Farners Veïnat de Vallors, ctra. a Sant Hilari                 | 41° 51′ 43″ N, 2° 39′ 31″ E / 41.86185°N,2.65867°E   | IPA-31243     | Escorxador Municipal (Santa Coloma de Farners) · Vegeu més fotos d'aquest monument · Carregueu una nova foto d'aquest monument                               |
| Capella de Sant Pere Petit                                                                |              | Obra popular XVIII                         | Santa Coloma de Farners Sant Pere Cercada                                      | 41° 51′ 31″ N, 2° 39′ 08″ E / 41.85865°N,2.65228°E   | IPA-31244     | Capella de Sant Pere Petit (Santa Coloma de Farners) · Vegeu més fotos d'aquest monument · Carregueu una nova foto d'aquest monument                         |
| Cementiri de Santa Coloma de Farners                                                      |              | Neoclassicisme XIX                         | Santa Coloma de Farners C. del Castanyet, veïnat de Vallors                    | 41° 51′ 56″ N, 2° 39′ 27″ E / 41.86566°N,2.65755°E   | IPA-31245     | Carregueu una nova foto d'aquest monument |
| Ermita de Sant Marçal                                                                     |              | Obra popular XVIII                         | Santa Coloma de Farners Veïnat de Vall                                         | 41° 51′ 10″ N, 2° 41′ 34″ E / 41.85264°N,2.69291°E   | IPA-31246     | Ermita de Sant Marçal (Santa Coloma de Farners) · Vegeu més fotos d'aquest monument · Carregueu una nova foto d'aquest monument                              |
| Església de Sant Iscle i Santa Victòria de Sauleda                                        |              | Romànic XI                                 | Santa Coloma de Farners Sant Pere Cercada                                      | 41° 50′ 58″ N, 2° 36′ 02″ E / 41.84933°N,2.60066°E   | IPA-31247     | Església de Sant Iscle i Santa Victòria de Sauleda (Santa Coloma de Farners) · Vegeu més fotos d'aquest monument · Carregueu una nova foto d'aquest monument |
| Església de Sant Andreu de Castanyet                                                      |              | Romànic XIII, XVII                         | Santa Coloma de Farners Veïnat de Castanyet                                    | 41° 53′ 19″ N, 2° 37′ 26″ E / 41.88855°N,2.62385°E   | IPA-31248     | Església de Sant Andreu de Castanyet (Santa Coloma de Farners) · Vegeu més fotos d'aquest monument · Carregueu una nova foto d'aquest monument               |
| Centre de formació d'adults La Selva, antic convent del Cor de Maria                      |              | Obra popular XIX                           | Santa Coloma de Farners C. Ave Maria, 7-11 - c. dels Clavells, 16              | 41° 51′ 39″ N, 2° 39′ 55″ E / 41.86088°N,2.66524°E   | IPA-31249     | Centre de formació d'adults La Selva, antic convent del Cor de Maria · Vegeu més fotos d'aquest monument · Carregueu una nova foto d'aquest monument         |
| El Clopers                                                                                |              | Obra popular XVIII, XIX                    | Santa Coloma de Farners Veïnat de St. Miquel de Farners                        | 41° 51′ 52″ N, 2° 33′ 49″ E / 41.86439°N,2.56372°E   | IPA-31251     | Carregueu una nova foto d'aquest monument |
| El Bagís                                                                                  |              | Obra popular XVII                          | Santa Coloma de Farners Veïnat de Vallors                                      | 41° 51′ 52″ N, 2° 35′ 44″ E / 41.86431°N,2.59544°E   | IPA-31252     | El Bagís (Santa Coloma de Farners) · Vegeu més fotos d'aquest monument · Carregueu una nova foto d'aquest monument                                           |
| Col·legi Públic Sant Salvador d'Horta                                                     |              | Moviment Modern XX                         | Santa Coloma de Farners Ctra. de Sant Hilari, 1-3                              | 41° 51′ 39″ N, 2° 39′ 47″ E / 41.86079°N,2.66304°E   | IPA-31253     | Col·legi Públic Sant Salvador d'Horta (Santa Coloma de Farners) · Vegeu més fotos d'aquest monument · Carregueu una nova foto d'aquest monument              |
| Can Planes Vell                                                                           |              | Obra popular, gòtic tardà XV               | Santa Coloma de Farners Veïnat de Sant Pere Cercada                            | 41° 51′ 09″ N, 2° 37′ 09″ E / 41.85259°N,2.61917°E   | IPA-31254     | Carregueu una nova foto d'aquest monument |
| Monestir de Sant Salvi de Cladells                                                        |              | Obra popular XVIII                         | Santa Coloma de Farners                                                        | 41° 52′ 20″ N, 2° 34′ 33″ E / 41.87219°N,2.57578°E   | IPA-31255     | Monestir de Sant Salvi de Cladells (Santa Coloma de Farners) · Vegeu més fotos d'aquest monument · Carregueu una nova foto d'aquest monument                 |
| Fornícula amb Verge                                                                       |              | Barroc XIX Mitjan                          | Santa Coloma de Farners C. Verge Maria, 11                                     | 41° 51′ 50″ N, 2° 39′ 43″ E / 41.86384°N,2.66206°E   | IPA-36316     | Fornícula amb Verge (Santa Coloma de Farners) · Vegeu més fotos d'aquest monument · Carregueu una nova foto d'aquest monument                                |